# Epitausa livescens
Epitausa livescens är en fjärilsart som beskrevs av Achille Guenée 1852. Epitausa livescens ingår i släktet Epitausa och familjen nattflyn. Inga underarter finns listade i Catalogue of Life.